# Vtoraja popytka Viktora Krokhina
Vtoraja popytka Viktora Krokhina (russisk: Вторая попытка Виктора Крохина) er en sovjetisk spillefilm fra 1977 af Igor Sjesjukov.

## Medvirkende
- Ljudmila Gurtjenko som Ljuba
- Nikolaj Rybnikov som Fjodor Ivanovitj
- Oleg Borisov som Stepan Jegorovitj
- Aleksandr Kharasjkevitj som Viktor Krokhin
- Viktor Polujektov